# Feng Ju Palace
Feng Ju Palace is een madhouse in het Duitse attractiepark Phantasialand. Feng Ju Palace opende in 2002 in het themagebied China Town. De attractie is gefabriceerd door het Nederlandse bedrijf Vekoma en heeft een capaciteit van 500 bezoekers per uur.

## Rit

### Voorshow
De voorshow wordt afgespeeld in een 8 hoekige ruimte waar bij de muren allemaal Chinese spullen staan zoals potten, pannen en beelden, waaronder ook vier bewegende beelden. Aan één muur hangt een scherm bij een podium met gaas ervoor, door het gaas kan niemand aan het scherm komen en lijkt de film 3D. In de voorshow wordt niet gesproken en komen veel geluids- en lichteffecten voor, waardoor de show spannender wordt. De voorshow duurt circa 5 minuten.

### Hoofdshow
In de hoofdshow staan aan de wanden weinig spullen, waardoor het over de kop gaan effect minder sterk is als in bijvoorbeeld Villa Volta. De schommel heeft een maximale hellingshoek van 30° en er zijn 78 zitplaatsen. In het midden van de schommel staan diverse grote attributen opgesteld. Tevens dient de trommel als projectiescherm, waarop het verhaal uit de voorshow verder te zien is. De rit duurt circa twee minuten. De rit wordt ondersteunt met licht- en muziekeffecten.

## Afbeeldingen

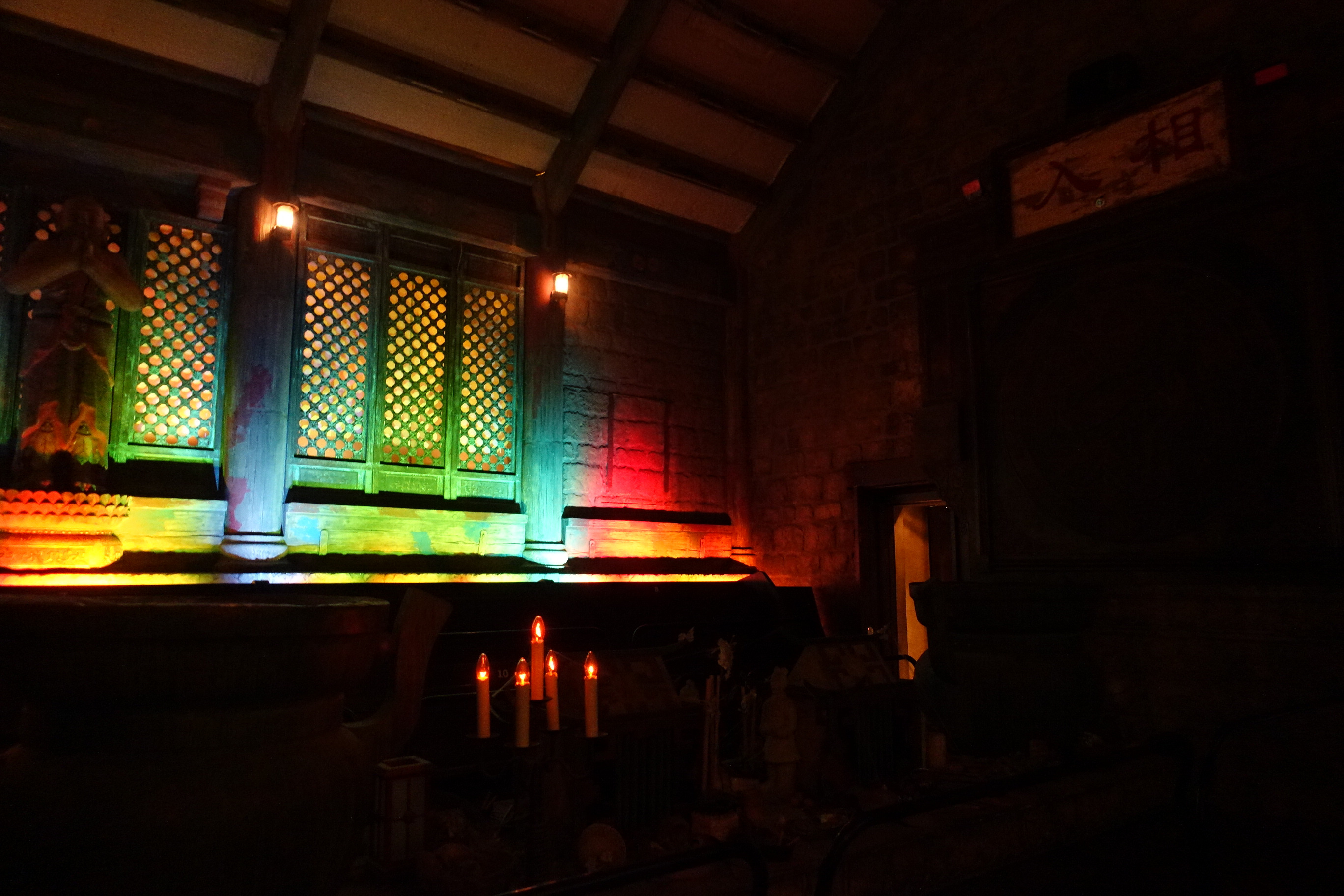
Hoofshow
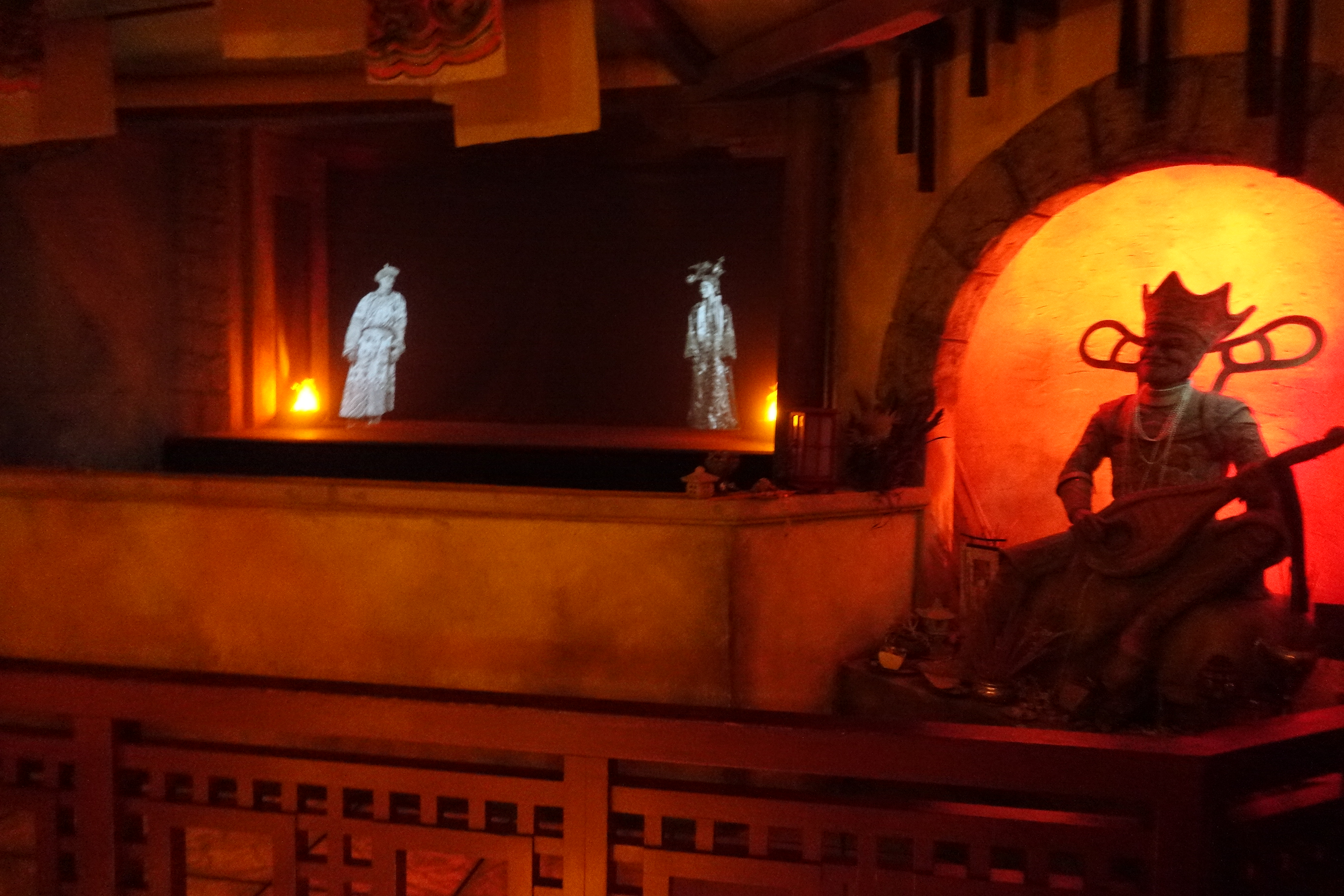
Voorshow
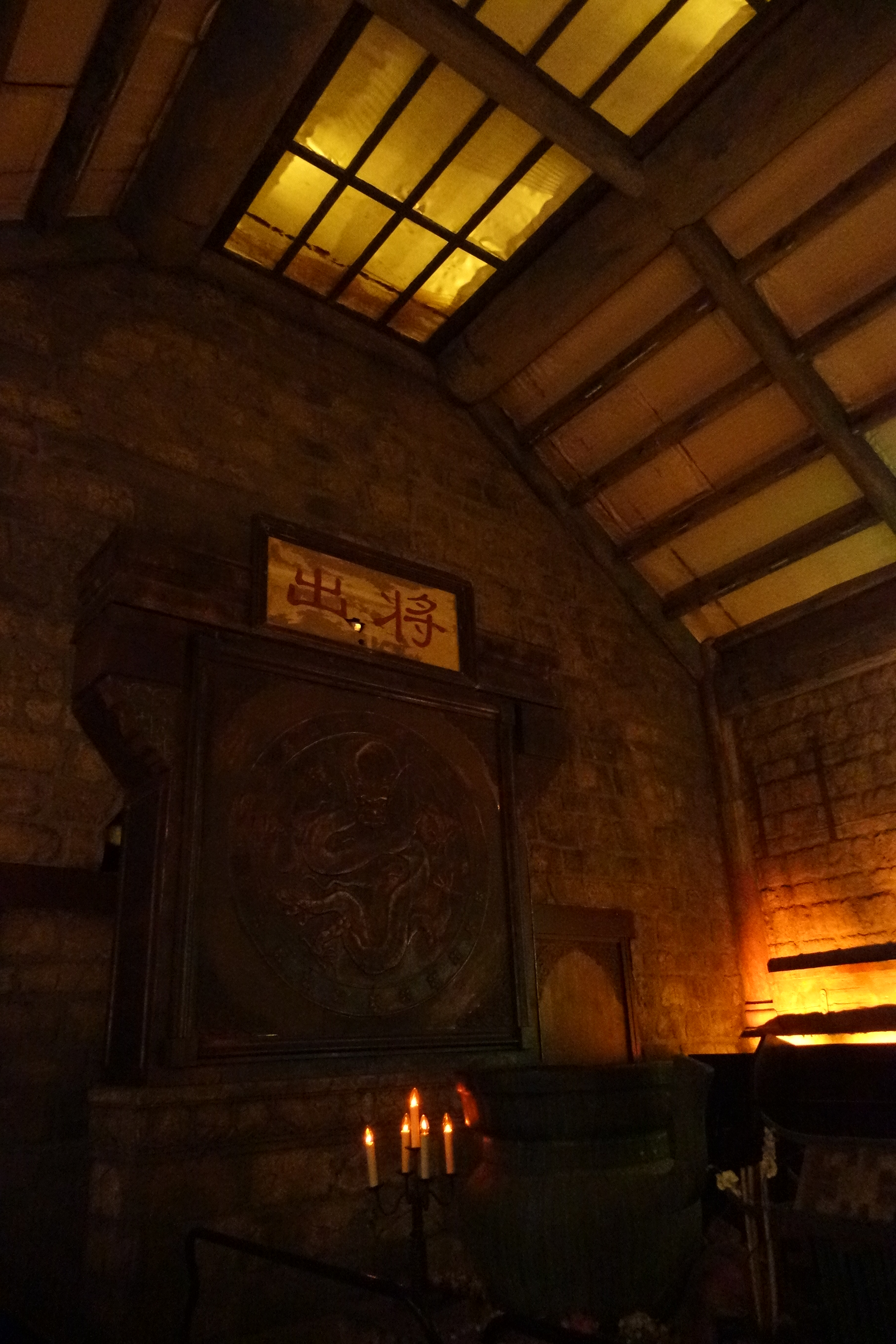
Hoofdshow
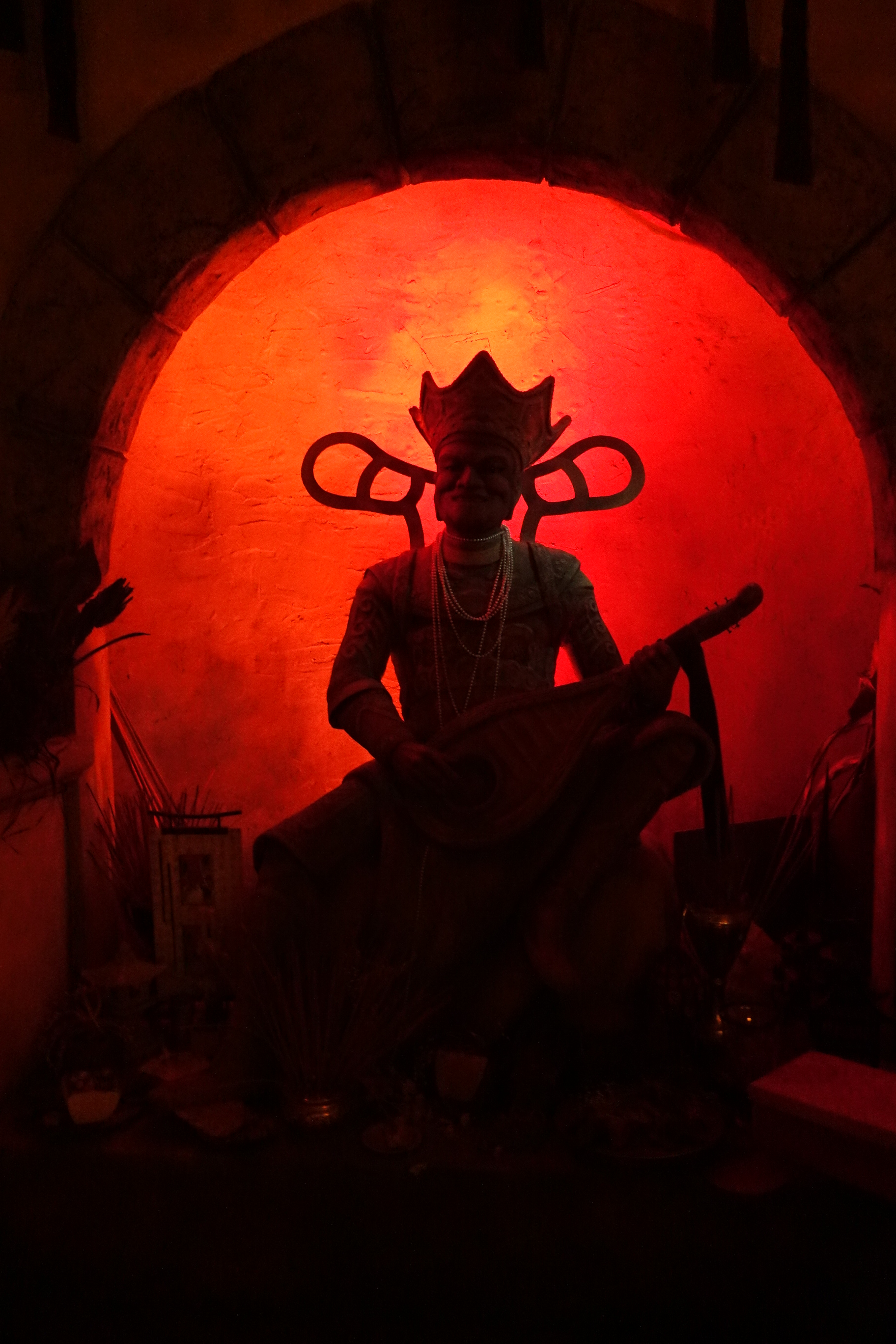
Decoratie in de voorshow.